# Watford Football Club 2010-2011
Questa voce raccoglie le informazioni riguardanti il Watford Football Club nelle competizioni ufficiali della stagione 2010-2011.

## Stagione
Il Watford ha disputato la Football League Championship, finendo 14º con 61 punti.
Il Watford ha disputato la FA Cup, superando al terzo turno l'Hartlepool United per 4-1 e venendo eliminato al quarto turno dal Brighton & Hove (0-1 casalingo).
Il Watford ha disputato la Football League Cup, superando al primo turno l'Aldershot Town per 3-0 in trasferta e venendo eliminato al secondo turno dal Notts County (1-2 casalingo).

## Rosa
| N. |                        | Ruolo | Calciatore      |
| -- | ---------------------- | ----- | --------------- |
| 1  | Inghilterra (bandiera) | P     | Scott Loach     |
| 2  | Inghilterra (bandiera) | D     | Lee Hodson      |
| 4  | Inghilterra (bandiera) | C     | John Eustace    |
| 5  | Inghilterra (bandiera) | D     | Martin Taylor   |
| 6  | Inghilterra (bandiera) | D     | Adrian Mariappa |
| 7  | Scozia (bandiera)      | C     | Don Cowie       |
| 9  | Inghilterra (bandiera) | A     | Troy Deeney     |
| 11 | Inghilterra (bandiera) | A     | Will Buckley    |
| 12 | Inghilterra (bandiera) | D     | Lloyd Doyley    |
| 13 | Irlanda (bandiera)     | P     | Rene Gilmartin  |
| 14 | Inghilterra (bandiera) | C     | Ross Jenkins    |
| 15 | Scozia (bandiera)      | D     | Stephen McGinn  |

| N. |                             | Ruolo | Calciatore        |
| -- | --------------------------- | ----- | ----------------- |
| 24 | Inghilterra (bandiera)      | C     | Matthew Whichelow |
| 26 | Irlanda (bandiera)          | C     | Sean Murray       |
| 27 | Inghilterra (bandiera)      | D     | Gavin Massey      |
| 28 | Inghilterra (bandiera)      | D     | Tom Aldred        |
| 29 | Irlanda del Nord (bandiera) | C     | Adam Thompson     |
| 30 | Galles (bandiera)           | P     | Jonathan Bond     |
| -  | Inghilterra (bandiera)      | C     | Danny Drinkwater  |
| 16 | Inghilterra (bandiera)      | P     | Michael Bryan     |
| 17 | Inghilterra (bandiera)      | D     | Dale Bennett      |
| 20 | Inghilterra (bandiera)      | A     | Marvin Sordell    |
| 23 | Inghilterra (bandiera)      | C     | Piero Mingoia     |
| -  | Scozia (bandiera)           | A     | Chris Iwelumo     |

## Risultati

### Football League Championship
| Arbitro: | Penn |

|                             |           |                      |
| Ambrose 18’ Garvan 56’, 59’ | Marcatori | 48’ Graham 52’ Mutch |

| Arbitro: | Stroud (Bournemouth) |

|             |           |             |
| Weimann 10’ | Marcatori | 40’ Vaughan |